# Президент на Турция
Президентът на Република Турция (на турски: Türkiye Cumhuriyeti Cumhurbaşkanı) е държавен глава, той представлява страната в отношенията ѝ с международната общност и олицетворява единството на нацията, гарантира прилагането на конституцията и нормалното функциониране на органите на държавната власт. Срокът на президентския мандат е 7 години, като един човек може да заема този пост не повече от 2 мандата. Кандидатите за президент на републиката трябва да са навършили 40 г. към момента на избора.

## Избори
Президентът се избира с тайно гласуване от турското Велико национално събрание измежду неговите членове, които отговарят на условията за кандидатиране. За да бъде номинирано за кандидат-президент лице, което не е член на парламента, това трябва да стане с писмена петиция, подкрепена с подписите на поне една-пета от общия брой на депутатите. За да бъде избран един кандидат на поста, той трябва да получи при гласуването мнозинство от две-трети от общия брой на членовете на парламента. Изборът на президент започва 30 дни преди да изтече мандата на действащия държавен глава или 10 дни след като президентския пост остане вакантен, и трябва да приключи в рамките на 30 дни от началото на гласуването. Кандидатурите трябва да бъдат внесени в Бюрото на парламента през първите 10 дни от началото на този период, а изборът на държавен глава трябва да приключи през следващите 20. Ако в първите два тура, между които има интервал от поне три дни, не бъде постигнато мнозинство от две-трети от общия брой на депутатите, се провежда трети тур, в който за да бъде избран някой от кандидатите той трябва да получи абсолютно мнозинство от общия брой на депутатите. В случай, че това не стане, се провежда четвърти тур между двамата кандидати, набрали най-много гласове при предишното гласуване. Ако и в този тур никой от кандидатите не получи абсолютно мнозинство от общия брой на депутатите, събранието се разпуска и се насрочват избори за нов парламент, който повтаря процедурата.

### Хронология
| №   | Президент                 | Мандат                             |
| --- | ------------------------- | ---------------------------------- |
| 1.  | Мустафа Кемал Ататюрк1    | 29 октомври 1923 – 10 ноември 1938 |
| -.  | Мустафа Абдюлхалик Ренда2 | 10 ноември 1938 – 11 ноември 1938  |
| 2.  | Исмет Иньоню              | 11 ноември 1938 – 22 май 1950      |
| 3.  | Махмут Джелал Баяр        | 22 май 1950 – 27 май 1960          |
| 4.  | Джемал Гюрсел3            | 27 май 1960 – 28 май 1966          |
| 5.  | Джевдет Сунай             | 28 май 1966 – 29 март 1973         |
| -.  | Текин Аръбурун2           | 29 март – 6 април 1973             |
| 6.  | Фахри Корутюрк            | 6 април 1973 – 16 април 1980       |
| -.  | Ихсан Сабри Чалаянгил2    | 6 април – 12 септември 1980        |
| 7.  | Кенан Еврен4              | 12 септември 1980 – 9 ноември 1989 |
| 8.  | Тургут Йозал              | 9 ноември 1989 – 17 април 1993     |
| -.  | Хюсаметтин Джиндорук2     | 17 април – 16 май 1993             |
| 9.  | Сюлейман Демирел          | 16 май 1993 – 16 май 2000          |
| 10. | Ахмед Сезер               | 16 май 2000 – 28 август 2007       |
| 11. | Абдуллах Гюл              | 28 август 2007 – 28 август 2014    |
| 12. | Реджеп Таип Ердоган       | 28 август 2014 – действащ          |

1 Ататюрк е преизбиран 3 пъти за президент на страната – 1927, 1931 и 1935 г.
2 изпълняващи длъжността президент
3 председател на Комитета за национално единство (26 – 28 май 1960), „държавен глава“ (28 май 1960 – 26 октомври 1961)
4 председател на Съвета за национална сигурност (12 септември – 27 октомври 1980), „държавен глава“ (27 октомври 1980 – 12 ноември 1982)